# Valley of Fire State Park
Het Valley of Fire State Park is een 141 km² groot staatspark, deels recreatiegebied en deels beschermd landschap in de Amerikaanse staat Nevada. Het park ligt in de Mojavewoestijn en staat bekend om zijn rode zandsteenformaties in Aztec Sandstone. Deze formaties zijn zo'n 150 miljoen jaar geleden ontstaan vanuit zandduinen die onder druk en erosie hun vorm hebben gekregen. Wanneer de zon er op de juiste manier op valt lijken ze in brand te staan. Andere bijzondere formaties zijn van kalksteen, schalie en conglomeraat. Het gebied heeft in de prehistorie bewoning van de Pueblocultuur gehad. Van hen zijn petroglieven te zien op verschillende plekken in het park. De belangrijkste weg door het park, de Valley of Fire Road is sinds 1995 een Nevada Scenic Byway. In de zomermaanden kunnen de temperaturen buitengewoon hoog oplopen, waardoor het aanbevelenswaardig is het park in het voor- en naseizoen te bezoeken.
Het park is het oudste van de staatsparken van Nevada, het werd in 1935 opgericht en wordt sindsdien beheerd door de Nevada Division of State Parks. Voor die tijd heeft het Civilian Conservation Corps, dat opgericht was om voor werkgelegenheid te zorgen, de wegen en andere faciliteiten aangelegd. In 1968 werd het door de Amerikaanse federale overheid erkend en geregistreerd als National Natural Landmark.
Het bevindt zich in de county Clark County, ongeveer 80 km ten noordoosten van Las Vegas. In het oosten grenst het park aan de noordelijke tip van het Lake Mead National Recreation Area en ligt het zo'n zes kilometer van de oevers van Lake Mead. Het park ligt in het zuiden van het gebied van de census-designated place Moapa Valley.
Het park is voor verschillende films als decor gebruikt. De race-scènes in Viva Las Vegas uit 1964 met Elvis Presley in de hoofdrol werden in het park opgenomen. Grote delen van de western The Professionals uit 1966 zijn hier gefilmd. De scènes van de film Total Recall die zich op de planeet Mars afspelen zijn opgenomen in het park. In de sciencefictionserie Star Trek: Generations wordt captain James T. Kirk bij de Silicon Dome gedood en begraven.

## Galerij

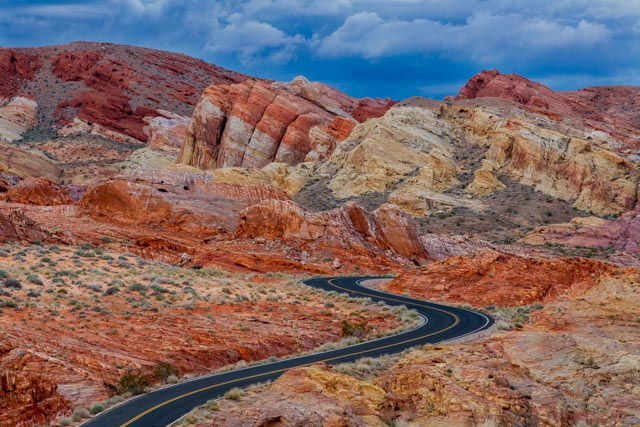
Valley of Fire Road is deels een Nevada Scenic Byway
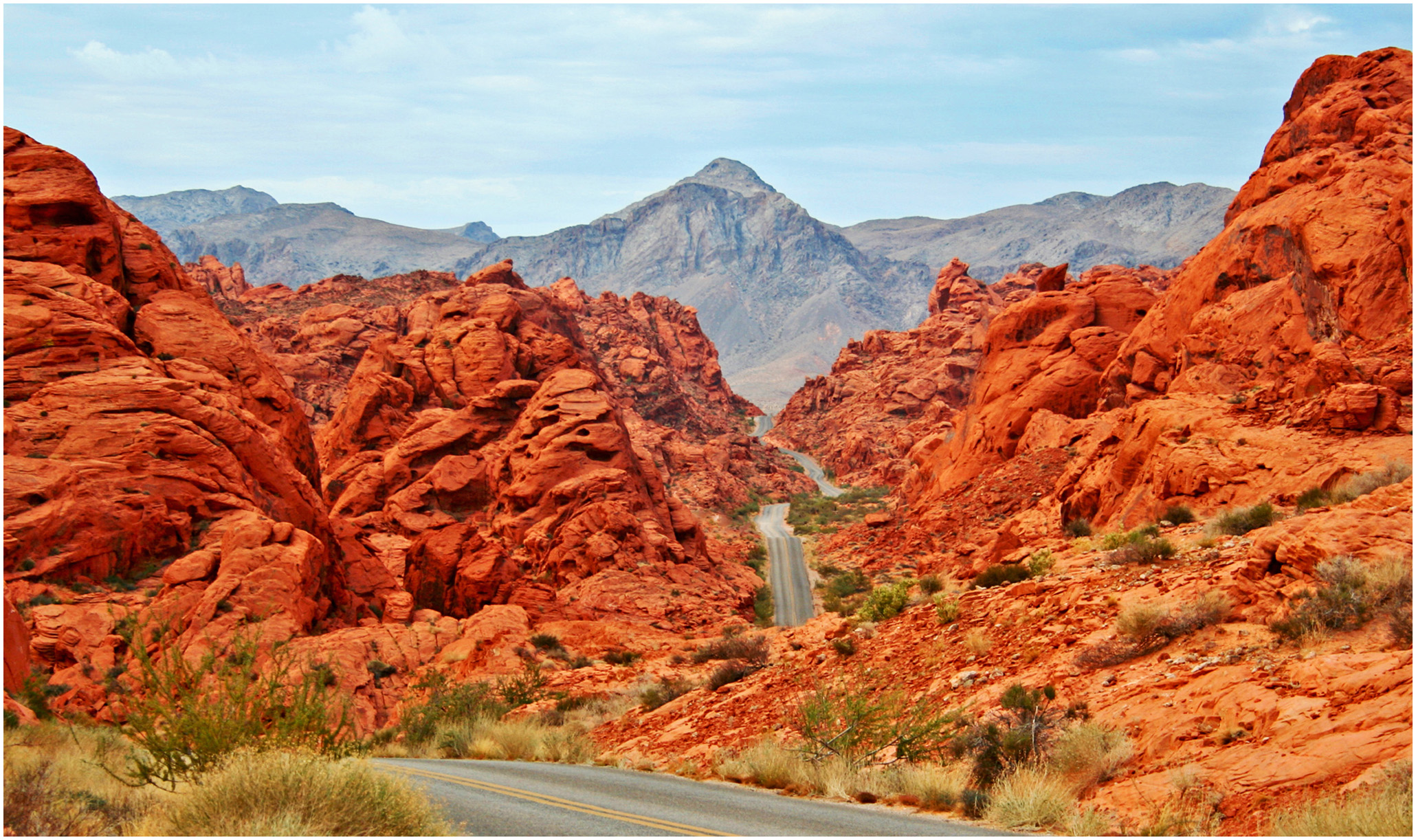
Valley of Fire Road kronkelt zich door een kloof
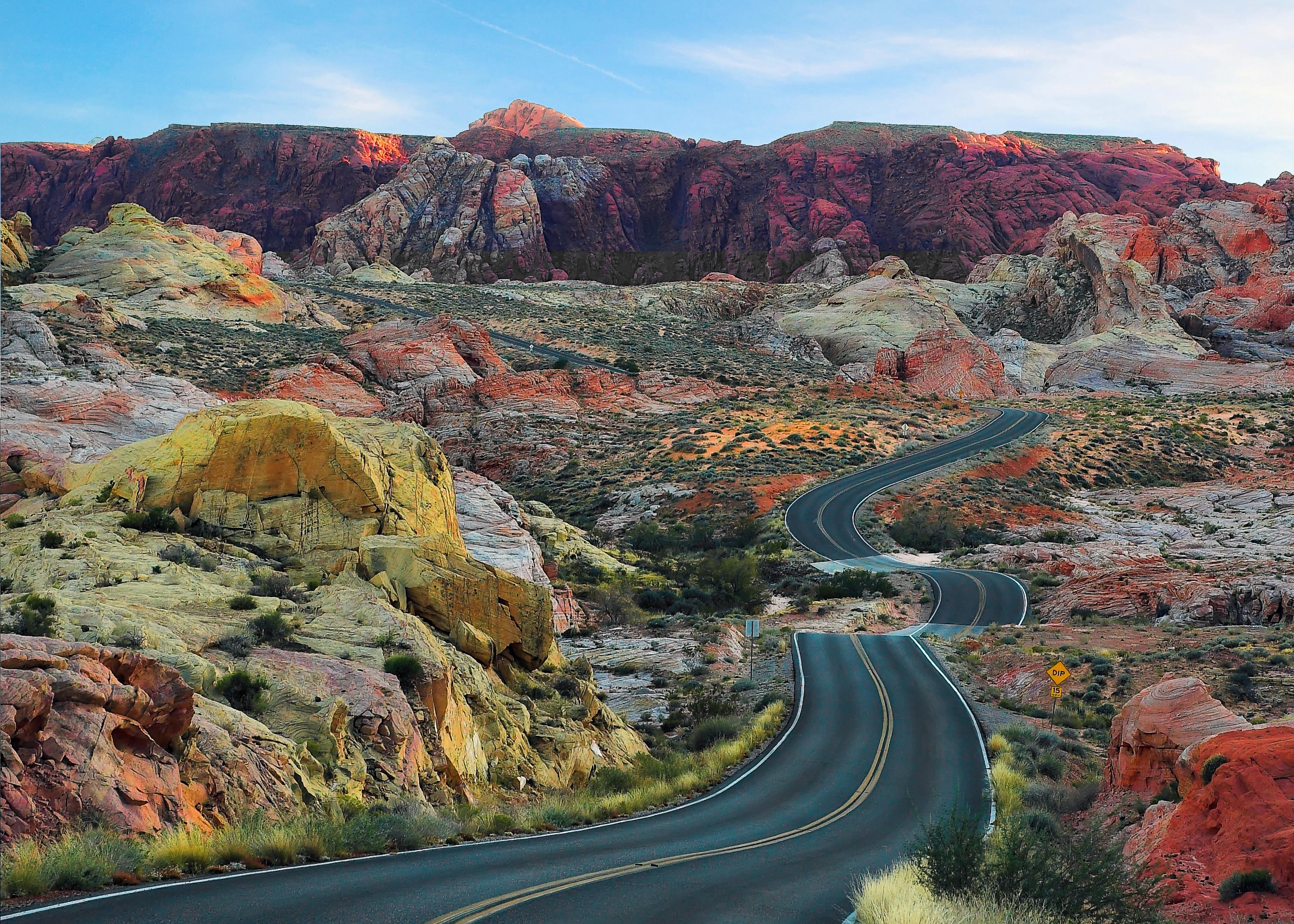
De woestijn in bloei
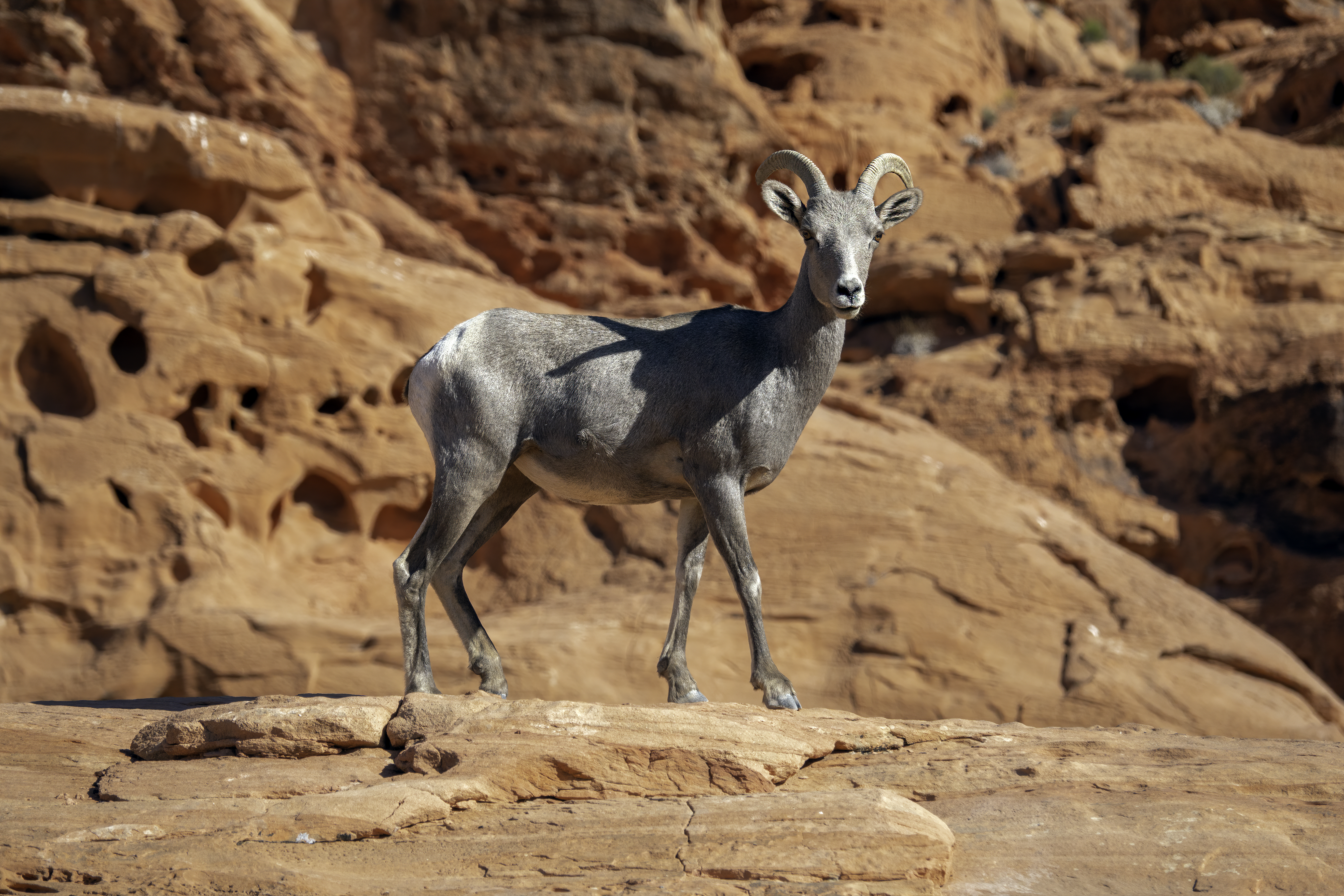
Een vrouwelijk dikhoornschaap
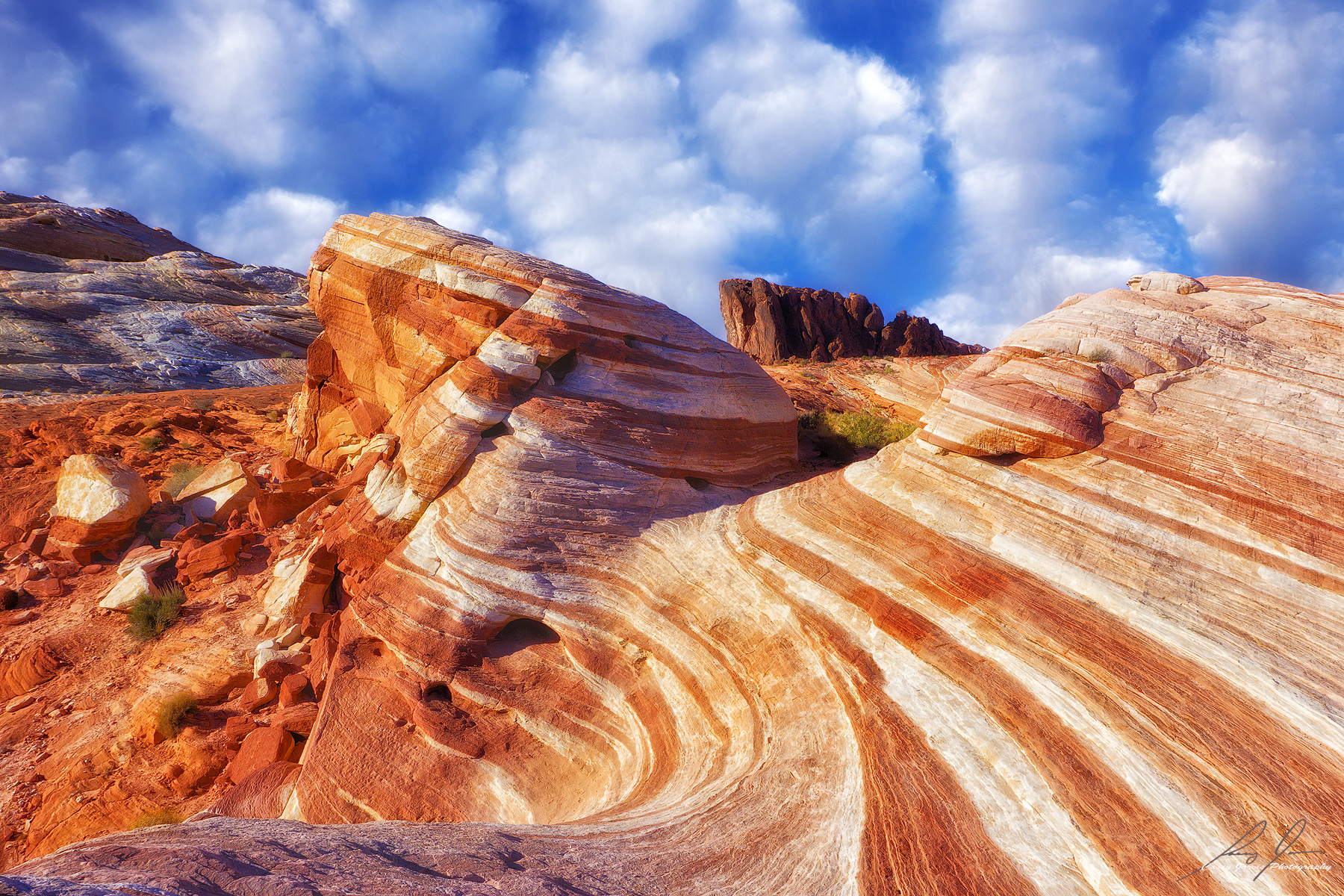
Aztec Sandstone
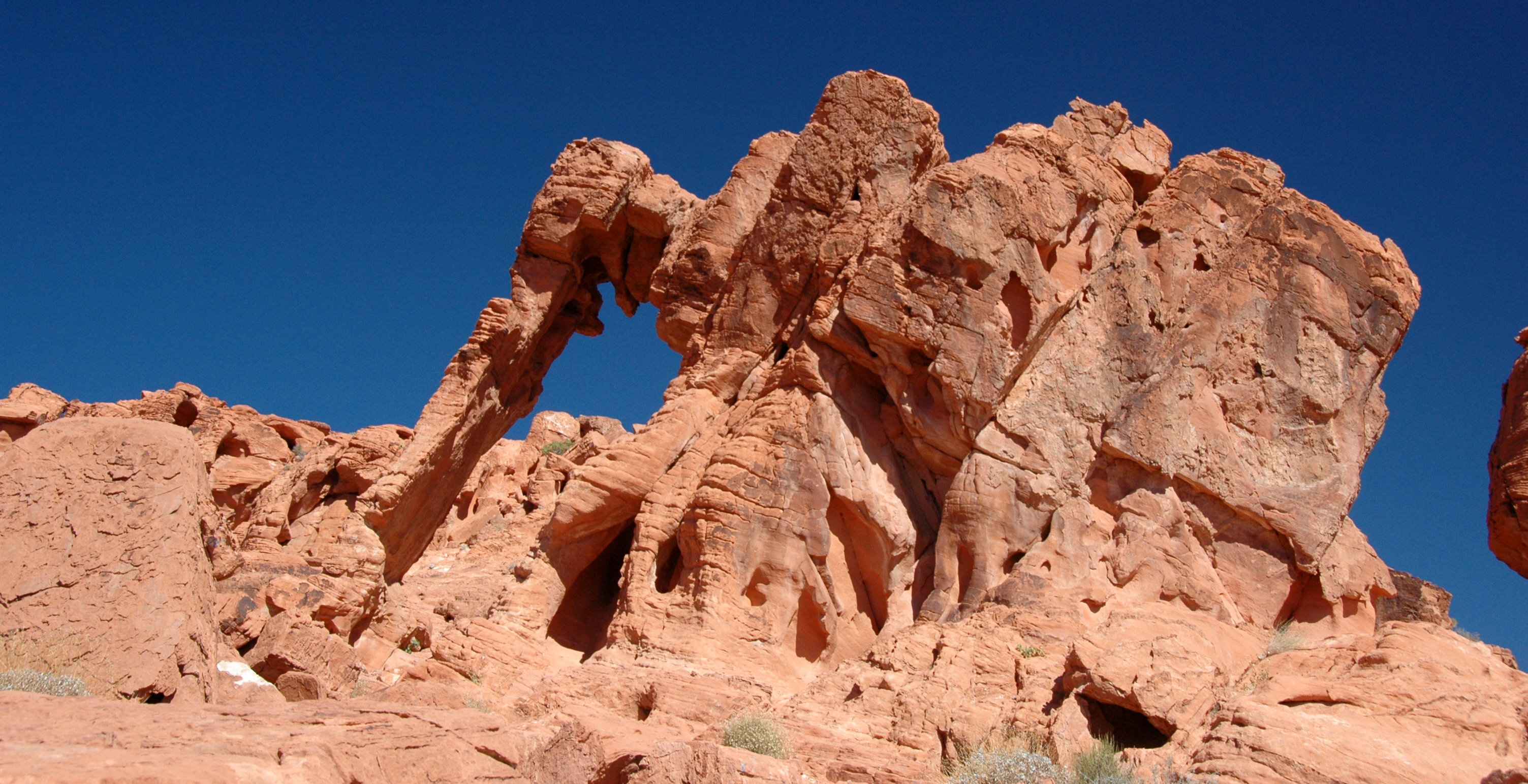
Elephant Rock lijkt op een olifant
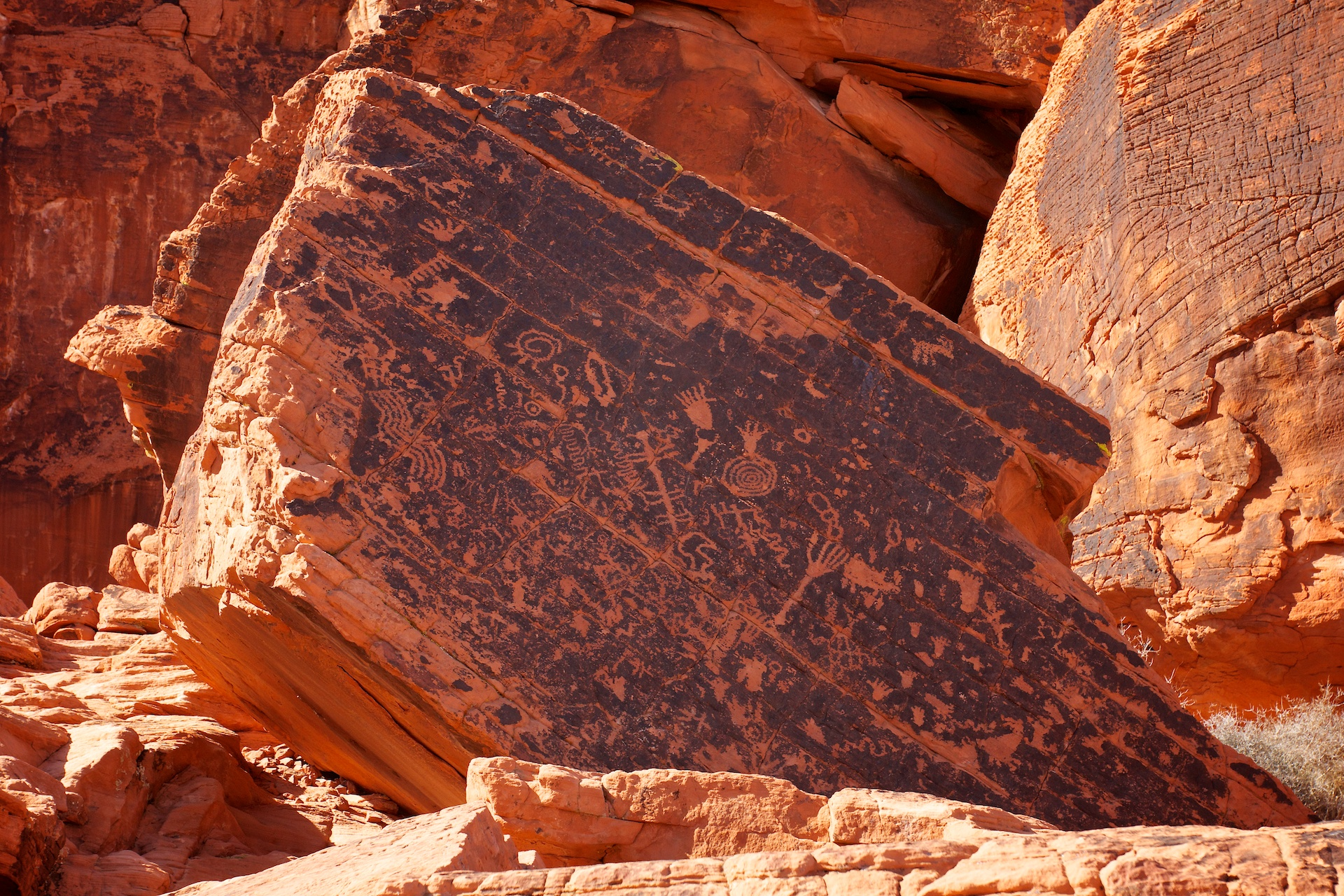
Petroglieven
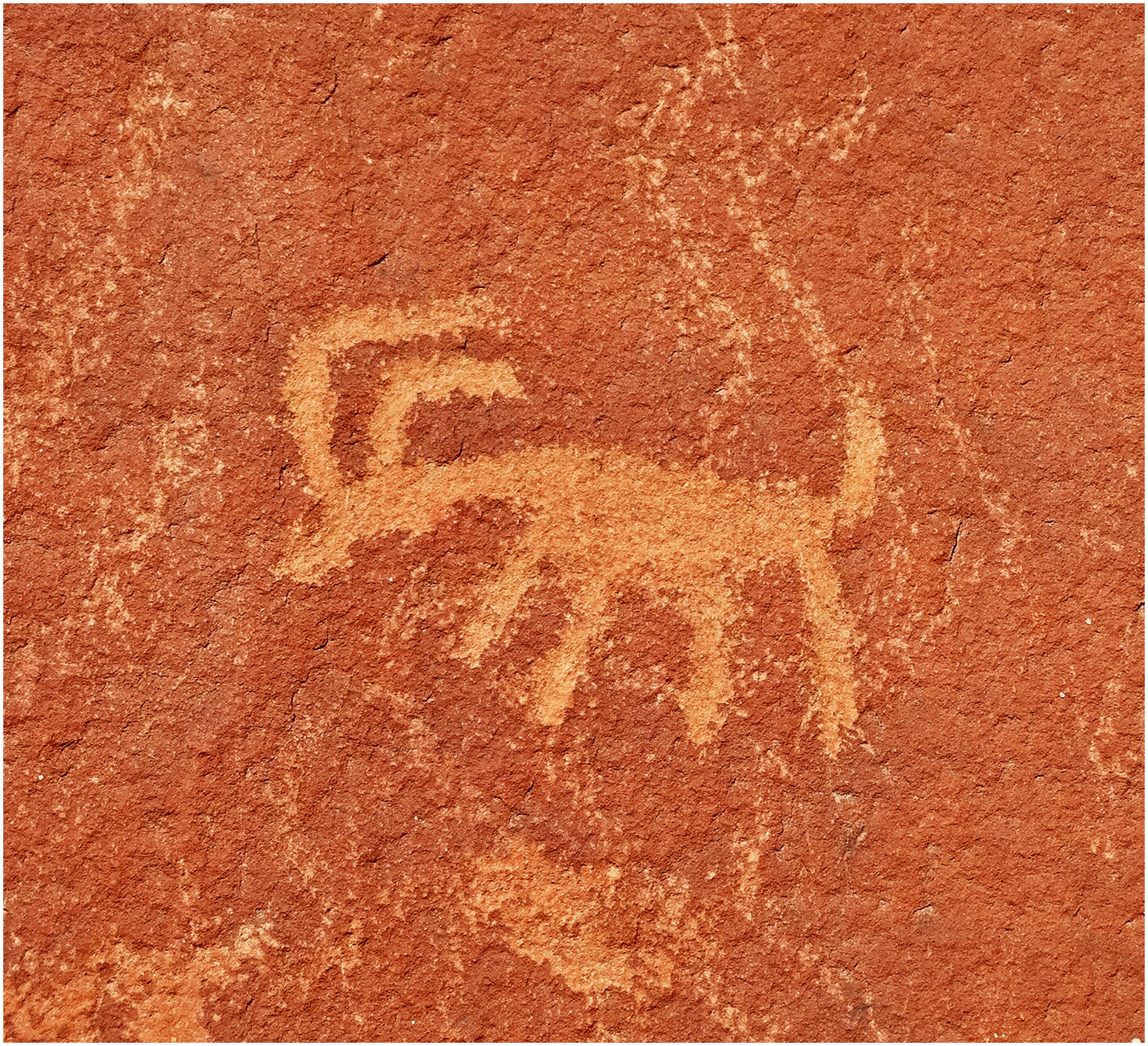
Petroglief, mogelijk van een bok of hertachtige
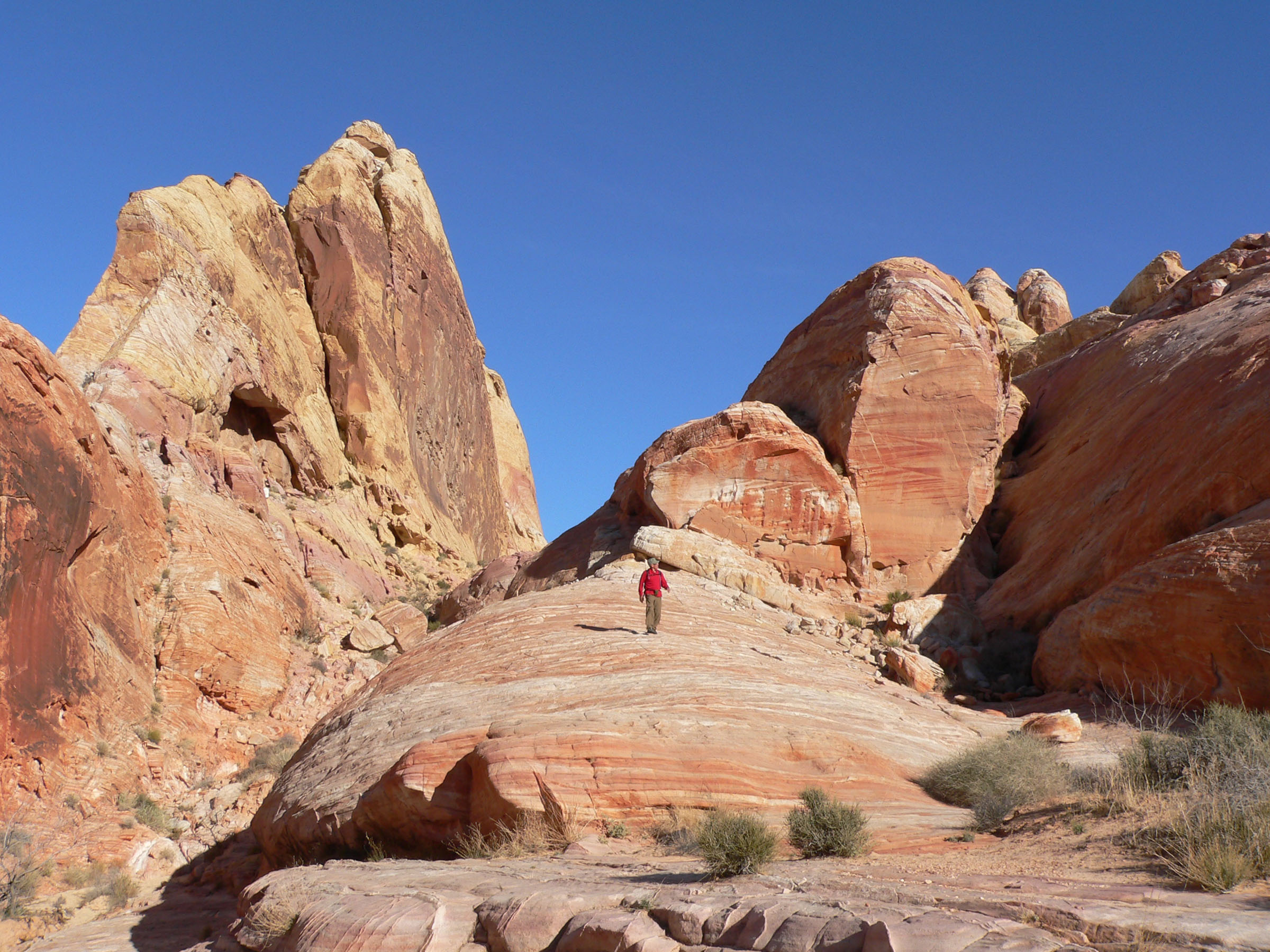
White Domes
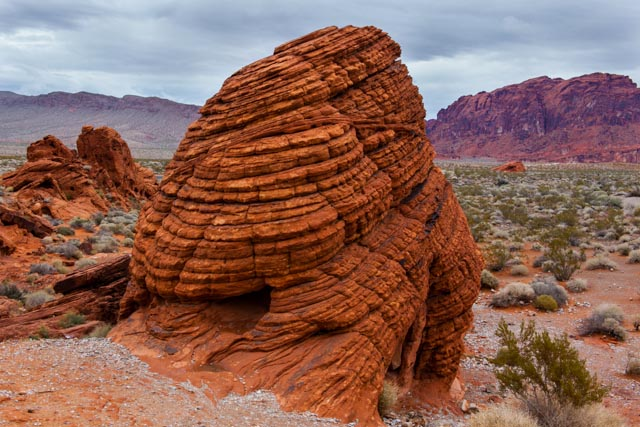
Bijenkorfrots
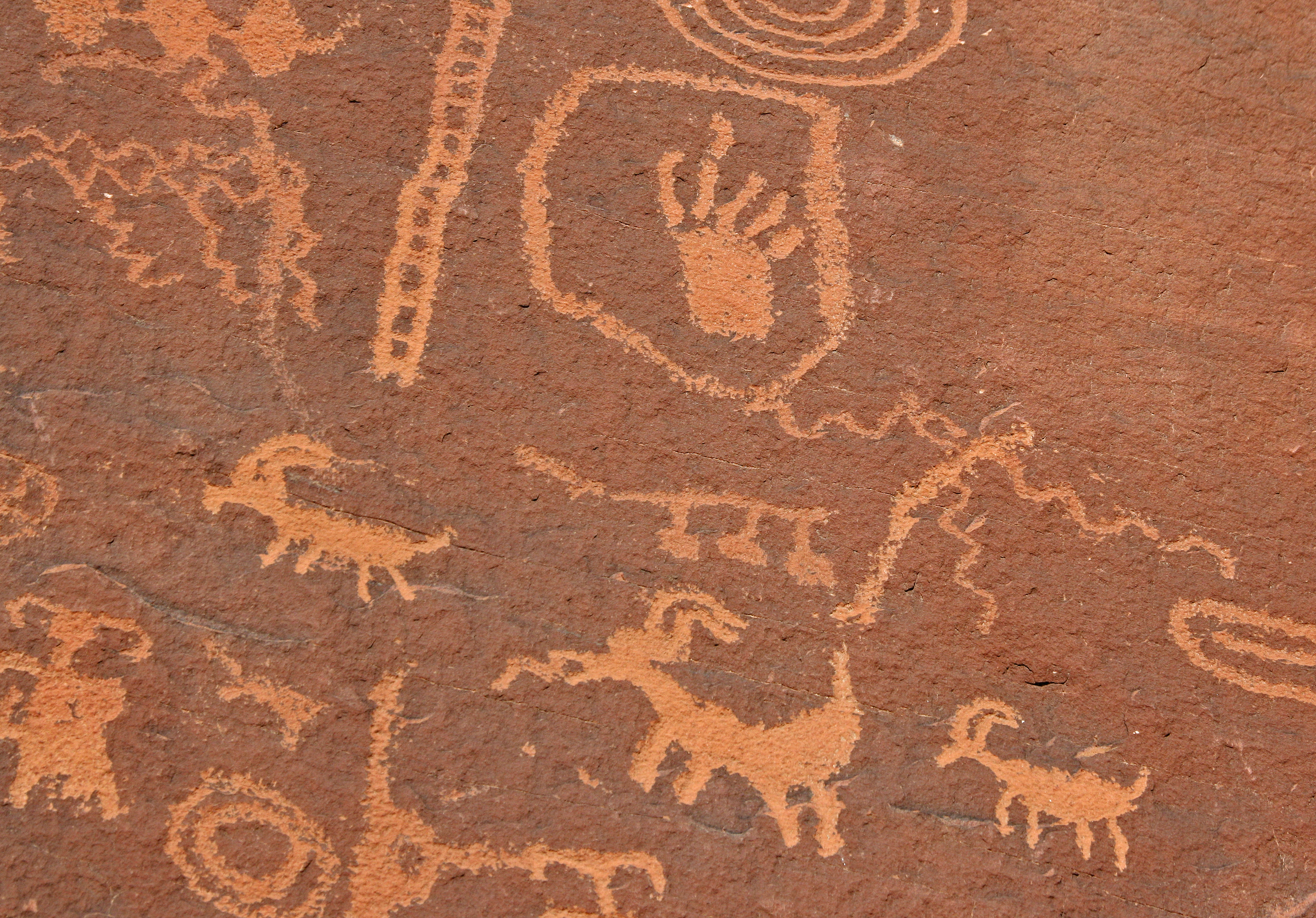
Petroglieven
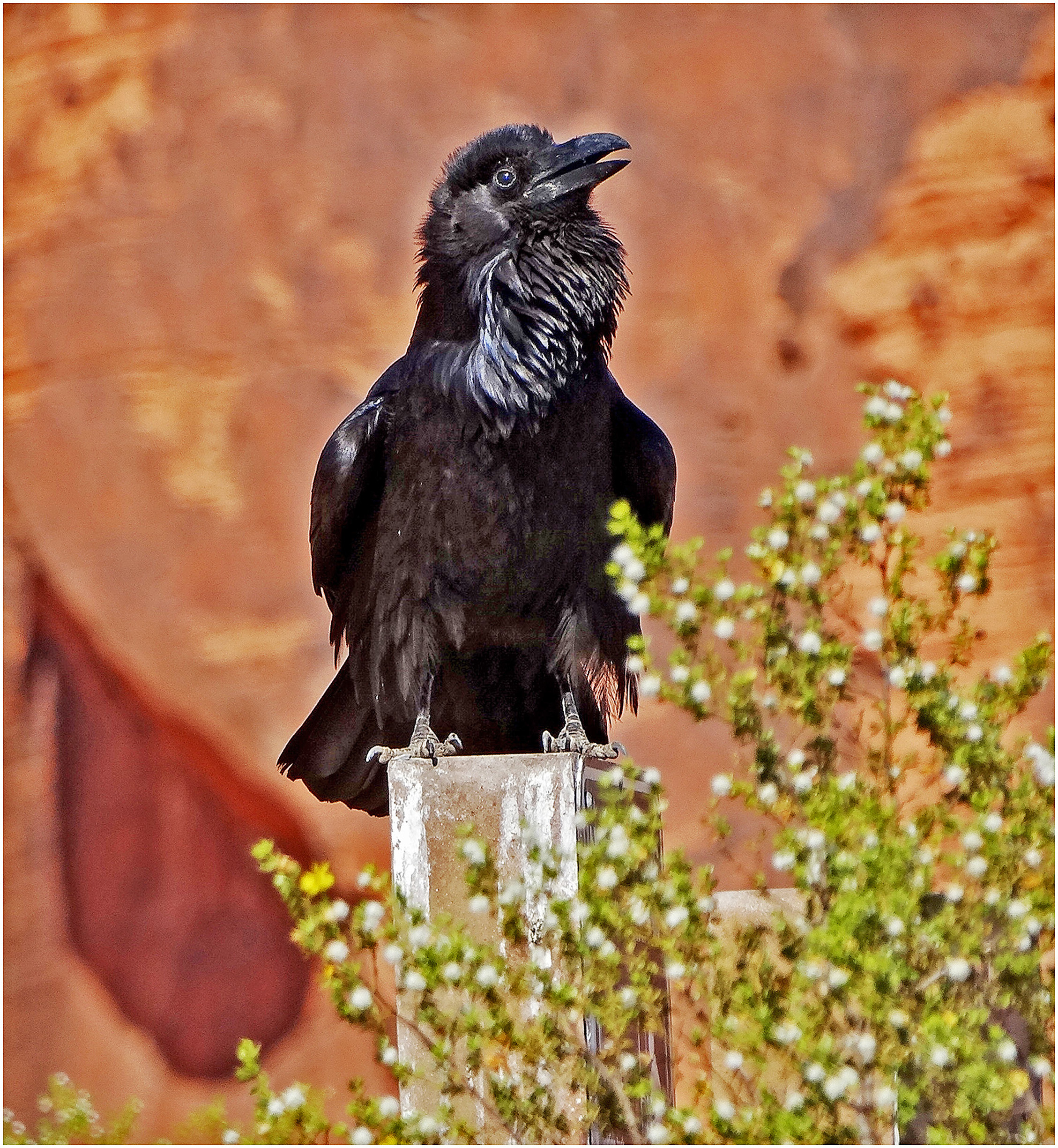
Een kraai
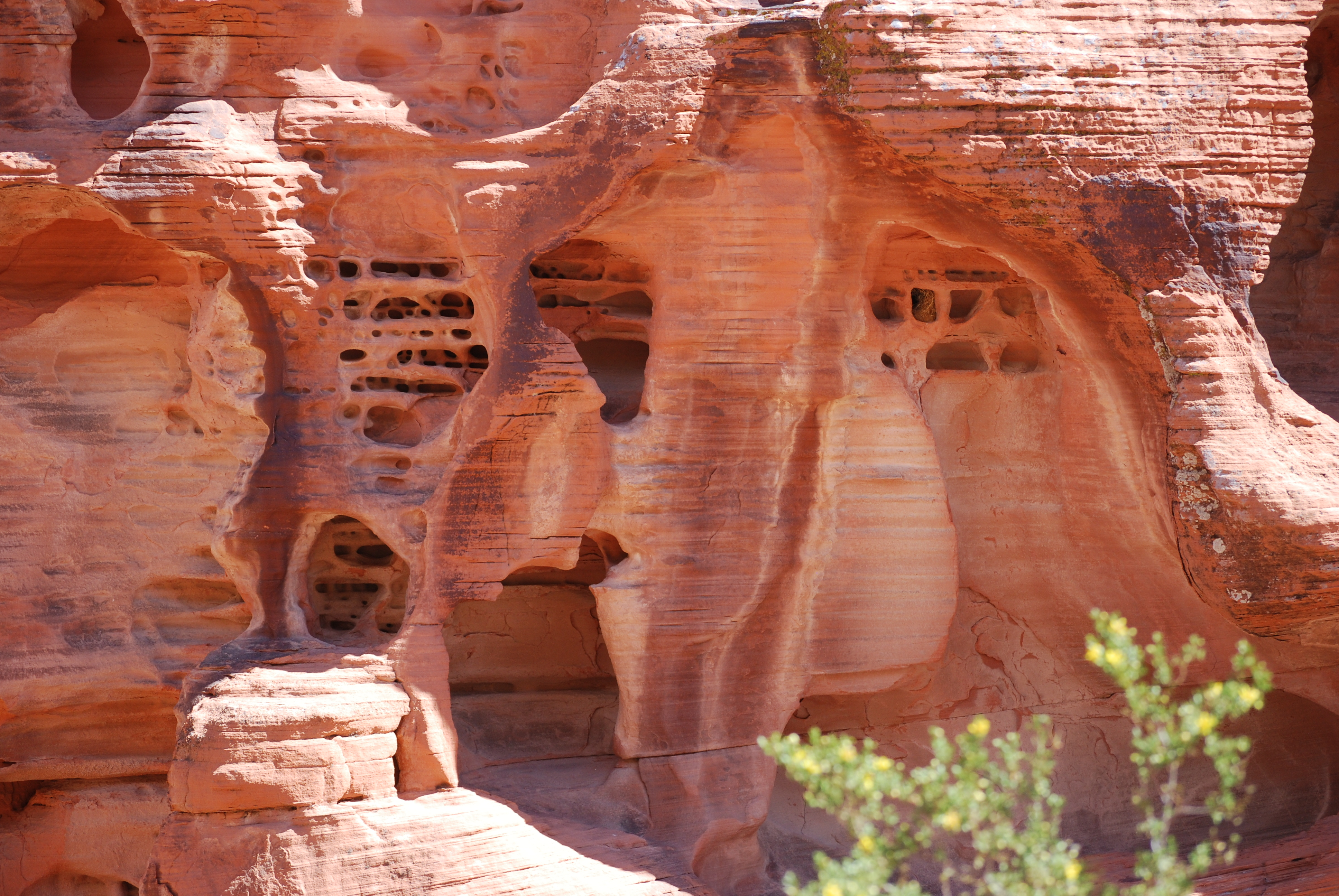
Erosie door wind en regen